# ミスター・ソウル
「ミスター・ソウル」（Mr. Soul）は、バッファロー・スプリングフィールドが1967年に発表した楽曲。

## 概要
作詞作曲はニール・ヤング。録音は1967年1月9日、4月4日にアトランティック・スタジオで行われた。同年6月発売のシングル「ブルーバード」のB面として発表された。
同年10月30日発売のセカンド・アルバム『バッファロー・スプリングフィールド・アゲイン』の1曲目に収録された。シングル・バージョンとアルバム・バージョンとではギターの演奏が異なる。
本作で使用されたアコースティック12弦ギターは、ダブルドロップD・チューニングされ、曲に暗い印象を持たせている。ニールは本作以降に制作した「オハイオ」や「シナモン・ガール」でも使用している。

## パーソネル
- ニール・ヤング - ギター、リード・ボーカル
- スティーヴン・スティルス - リードギター、バッキング・ボーカル
- リッチー・フューレイ - ギター、バッキング・ボーカル
- デューイ・マーティン - ドラムス
- ブルース・パーマー - ベース

## ソロやライブでの披露
ニール・ヤングはソロ、またはグループで本作品を幾度か披露している。
- 2008年12月2日発売のヤングのライブ・アルバム『Sugar Mountain – Live at Canterbury House 1968』に収録。録音日は1968年11月9日、10日。
- 1969年8月18日、ウッドストック・フェスティバルにクロスビー、スティルス、ナッシュ&ヤングとして出演した際に演奏。オフィシャルでは発売されていない。ヤングとスティーヴン・スティルスのアコーステック・ギターだけで演奏された。
- 1982年12月29日発売のヤングのスタジオ・アルバム『トランス』に収録。
- 1993年6月15日発売のヤングのライブ・アルバム『アンプラグド』に収録。
- 1997年公開のライブ・ドキュメンタリー映画『Year of the Horse』にて披露。サウンドトラック・アルバムにも収録されている。
- 2018年11月30日発売のヤングのライブ・アルバム『Songs for Judy』に収録。同アルバムは1976年11月にクレージー・ホースと行ったツアーの中からアコースティック・セットだけを集めたもので、その中の1曲。

## カバー・バージョン
- シェール - 1975年のアルバム『Stars』に収録。
- エヴァリー・ブラザーズ - 1984年のアルバム『Nice Guys』に収録[3]。録音は1968年12月。
- 柳原幼一郎 - 1995年のアルバム『ドライブ・スルー・アメリカ』に収録。
- ブルートーンズ - 1998年のシングル「4デイ・ウィークエンド」のB面。
- 細野晴臣 - 2000年のCD-BOXSET、『HOSONO BOX 1969-2000』に「スージー・クリームチーズ」名義で収録。
- ラッシュ - 2004年のアルバム『Feedback』に収録。
- ニルス・ロフグレン - 2008年のアルバム『The Loner - Nils Sings Neil』に収録[4]。